# Líknon

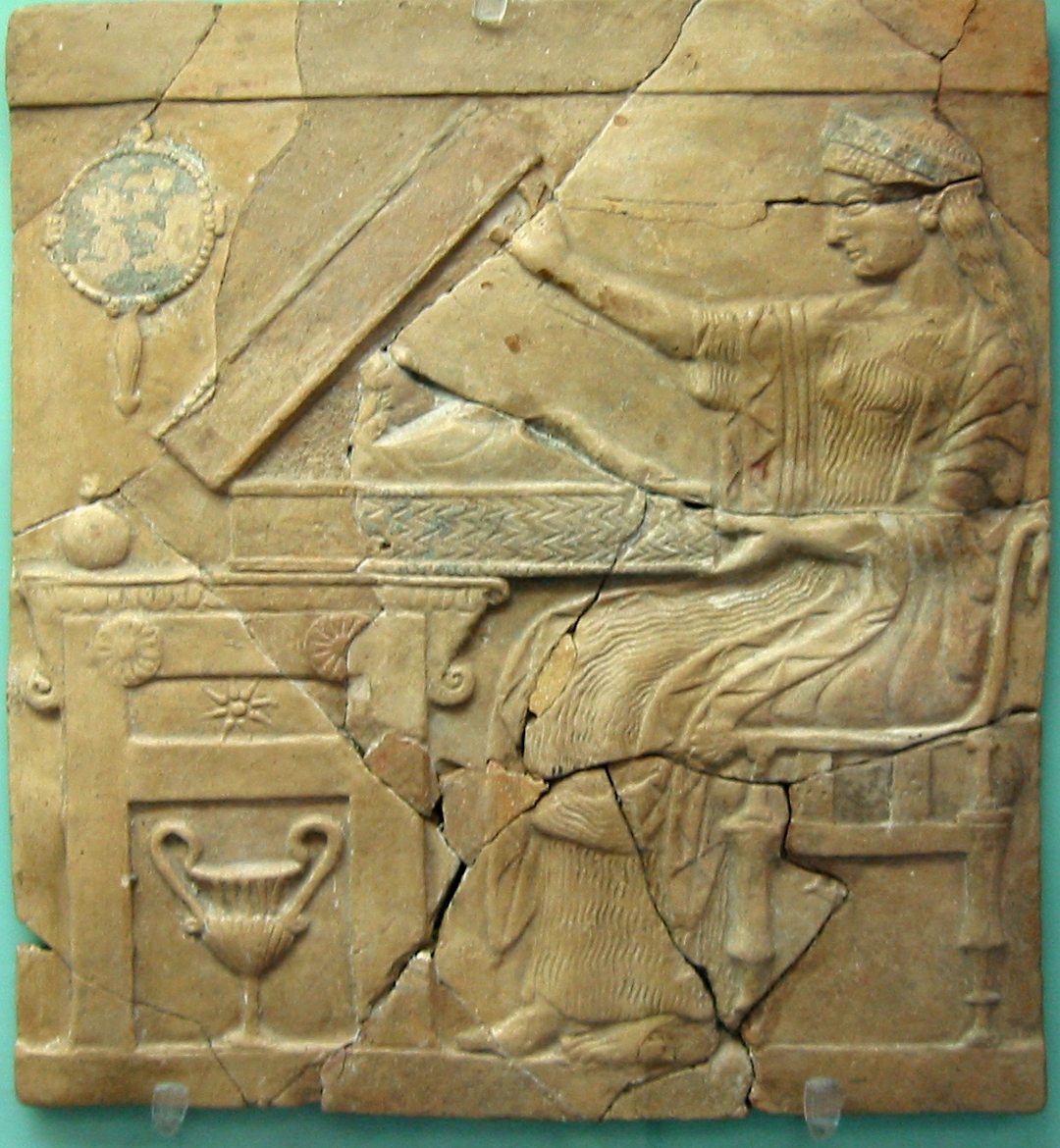
Perséfone abriendo el "Líknon místico". Pinax encontrado en el Santuario de Perséfone en Locri, Calabria, Italia.

Un líknon o liknon (en griego λίκνον, que puede traducirse al español como "criba", pero también "cuna") en su significado primario es una canasta utilizada en la agricultura para separar el trigo de la paja.

## Utilización sagrada
En los cultos mistéricos, el líknon era un objeto que ocupaba un lugar muy importante en los ritos dionisíacos y en los Misterios eleusinos, junto al calathus y a la cista.
Para la lingüista y erudita británica Jane Ellen Harrison era un simple utensilio agrícola que fue misticisado por la religión de Dioniso.
En la Antigua Grecia es conocida la costumbre de envolver y frotar al niño recién nacido con hierbas, ramas o paja para que tenga una trayectoria favorable. El líknon es de particular importancia en el culto de Dioniso, por lo que el dios también fue apodado Liknites (λικνἰτης). Según el mito, al niño Dioniso, al nacer, también se le puso en una cuna o liknon que se utilizaba no solo para aventar el trigo sino para contener los primeros frutos de las cosechas.
Tanto los dioses como los hombres mecían a sus hijos en el líknon, tal vez como un acto de magia simpática, con lo que el recién nacido se separa o limpia de todas las cosas inútiles o contaminadas y, como cualquier vástago vegetal, comienza se nuevo el ciclo de la vida y la muerte. 
Dioniso Liknites era despertado por las mujeres dionisíacas, en este caso llamadas tíades, en una cueva en el Monte Parnaso, por encima de Delfos; las cribas conectan al dios con las religiones mistéricas y el ciclo agrícola.
En los misterios, al iniciado se le cubría la cabeza con un líknon, lo que puede representar simbólicamente el pasaje necesario del inframundo, el camino que debe completarse para emerger desde el renacer, como los héroes y semidioses que siguieron el mismo camino. El movimiento del líknon sobre la cabeza puede sugerir una purificación a través del aire, completando el conjunto de cuatro elementos siguiendo el orden de agua, fuego, tierra y aire.

## Zeus
En el Himno a Zeus de Calímaco, un líknon fue también la cuna de Zeus: la ninfa Adrastea puso a Zeus en un liknon de grano dorado y lo nutrió con miel y la leche de Amaltea.

## Odisea
En la Odisea, el oráculo Tiresias le dice a Odiseo que se aleje de Ítaca con un remo hasta que un caminante le diga que es una criba (es decir, hasta que Odiseo hubiese llegado tan lejos del mar que la gente no reconociese lo que es un remo) y allí debe construir un santuario para Poseidón.